# داگدیل (مینه‌سوتا)
داگدیل (به انگلیسی: Dugdale) یک منطقهٔ مسکونی در ایالات متحده آمریکا است که در مینه‌سوتا واقع شده‌است. داگدیل ۳۴۶٫۸۷ متر بالاتر از سطح دریا واقع شده‌است.